# كهف أينهورن
كهف أينهورن (بالألمانية: Einhornhöhle) هو أكبر كهف عرض في غرب جبال هارز، على بعد كيلومتر ونصف شمال غرب شارزفيلد في بلدة هرتسبرغ آم هارتس في وسط ألمانيا.

## وصلات خارجية
- Unicorn Cave: English home page باللغة الإنجليزية
- Unicorn Cave at www.showcaves.com. باللغة الإنجليزية
- Unicorn Cave: German home page باللغة الألمانية
- Ralf Nielbock: The Unicorn Cave near Scharzfeld/Harz (pdf) (191 kB) باللغة الألمانية
- Description of the cave باللغة الألمانية